# Vegas (groupe grec)
Ne doit pas être confondu avec Vegas (groupe).
Vegas est un groupe de musique grec.

## Biographie
Le groupe Vegas se forme en 2009 et sort son premier album, au même nom du groupe. Leurs premières chansons, Tous Ponaei, Irthe i stigmi et Mi Stamatas se hissent parmi les chansons les plus téléchargés. 
Ils sortent leur deuxième album, appelé Season 2 en 2011 et un troisième, en 2012, Vegas...The story so Far. La même année, Vegas remporte le titre de groupe de l'année aux MAD Video Music Awards.

## Discographie

### Albums
- 2009 : Vegas
- 2011 : Season 2
- 2012 : Vegas...The story so Far